# Medal of Honor (gra komputerowa 1999)
Medal of Honor (w skrócie MoH) – gra konsolowa z gatunku first-person shooter w realiach II wojny światowej, wyprodukowana przez DreamWorks Interactive i wydana przez Electronic Arts w 1999 na konsolę PlayStation. Tytuł nawiązuje do najwyższego odznaczenia wojskowego w Stanach Zjednoczonych.
Prace nad tą grą rozpoczęto w listopadzie 1997 roku po zakończeniu przez Stevena Spielberga zdjęć do filmu Szeregowiec Ryan. Podjęto decyzję o wydaniu Medal of Honor jedynie na konsolę PlayStation, zdominowaną do tej pory przez bijatyki i wyścigi. Wcześniej na tej platformie wydano jedynie 2 gry FPS – Disruptor i Jumping Flash!, które nie znalazły wielu nabywców.
Steven Spielberg zaangażował się w ten projekt osobiście. Całością kierował Chris Cross, za scenariusz odpowiadał Peter Hirschmann, a Dale Dye za wierne oddanie realiów historycznych. Pierwszy prototyp przygotowano przy wykorzystaniu innej gry tego studia – Jurassic Park: The Lost World.

## Ograniczenia technologiczne
Ograniczenia technologiczne miały znaczący wpływ na końcowy wygląd produkcji. Duży problem stanowiły 2MB pamięci RAM dostępne w pierwszej konsoli PlayStation. Poziomy zostały podzielone na mniejsze obszary połączone korytarzami. Konsola doczytywała kolejne dane, gdy gracz przechodził przez te korytarze.
Aby zapewnić płynność rozgrywki, jednocześnie nigdy nie pojawia się w grze więcej niż 4 przeciwników. Poza tym misje wykonywane są w nocy albo w wewnątrz budynków. Ograniczono w ten sposób liczbę elementów do wyświetlania z zachowaniem klimatu danej produkcji.

## Problemy wydawnicze
Pod koniec produkcji w kwietniu 1999 roku doszło do masakry w liceum Columbine. Media winiły wirtualną rozgrywkę, więc wydawcy anulowali lub przesuwali daty premier. Electronic Arts wymusiło na DreamWorks Interactive usunięcie wielu kontrowersyjnych elementów, co opóźniło premierę o kilka miesięcy.
Gdy gra była już w tłoczniach, ze Stevenem Spielbergiem skontaktował się weteran wojenny i prezes Stowarzyszenia Odznaczonych Medalem Honoru – Paul Bucha. Uważał on, że taki tytuł nie może być użyty w przypadku gry wideo. Steven Spielberg rozważał nawet anulowanie całej produkcji, ale Peter Hirschmann w obszernej prezentacji przekonał Paula Buchę, że produkt – ze względu na realia historyczne – ma wartość edukacyjną.

## Fabuła
W grze gracz wciela się w postać podporucznika Jamesa Stevena "Jimmy'ego" Pattersona, agenta OSS podczas II wojny światowej. Zadaniem gracza jest wypełnienie zadań takich jak zniszczenie pozycji wroga oraz eliminacja sił niemieckich.
Gracz ma do dyspozycji realistycznie odwzorowany, autentyczny arsenał broni z II wojny światowej.